# 阿什伯勒 (印地安納州)
阿什伯勒（英語：Ashboro）是位於美國印地安納州克萊縣的一個非建制地區。該地的面積和人口皆未知。

## 地理
阿什伯勒的座標為39°23′56″N 87°06′21″W / 39.39889°N 87.10583°W，而該地的平均海拔高度為186米（即610英尺）。